# Plataforma contra la Burla Negra
La Plataforma contra la Burla Negra es el nombre que adoptó la protesta cultural del movimiento Nunca Máis. El 1 de febrero de 2003 hubo una jornada de movilización cultural a favor de la plataforma Nunca Máis, aunque la presentación se remonta a un encuentro el 27 de noviembre de 2002 de músicos. El nombre Burla Negra fue propuesto por el actor Miguel de Lira en honor al barco del pirata gallego del siglo XVIII Benito Souto.
Dieciséis años después de su creación, Jorge Linheira coordinó una exposición en el Auditorio de Galicia y la Biblioteca General de la Universidad de Santiago de Compostela.
En 2020 se celebraron unas jornadas en las que Xiana do Teixeiro, Carme Nogueira, Sabela Fraga Costa, Horacio González, Manuel Sendón, Lara Barros Alfaro, Anxo Rabuñal, Marta Pérez Pereiro, Germán Labrador Méndez, Jorge Linheira, el Cineclub de Compostela, la Asociación Patio de Butacas, Jesús Ron, Lorenzo Fernández Prieto, Joan Morera Arbones, el Aula Castelao de Filosofía, Xurxo Ayán, Carmela Montero y Ed. Difusor de Letras, Artes e Ideas.

## Reconocimientos
En 2018 se realizó un breve documental sobre este movimiento cultural.

### Otros artículos
- Prestige
- Nunca máis